# Taxal
Taxal – wieś w Anglii, w hrabstwie Derbyshire, w dystrykcie High Peak, w civil parish Whaley Bridge. Leży 9 km od miasta Buxton. W 1931 roku civil parish liczyła 679 mieszkańców.